# Juyehe
Juyehe (kinesiska: 巨野河街道, 巨野河) är en socken i Kina. Den ligger i provinsen Shandong, i den östra delen av landet, omkring 30 kilometer öster om provinshuvudstaden Jinan. Antalet invånare är 54 497. Befolkningen består av 26 428 kvinnor och 28 069 män. Barn under 15 år utgör 8,0 %, vuxna 15-64 år 86 %, och äldre över 65 år 5,0 %.
Genomsnittlig årsnederbörd är 841 millimeter. Den regnigaste månaden är juli, med i genomsnitt 315 mm nederbörd, och den torraste är januari, med 6 mm nederbörd.